# JUN CLASSIC COUNTRY CLUB
JUN CLASSIC COUNTRY CLUB（ジュン クラシック カントリー クラブ）は、栃木県那須郡にあるゴルフ場である。

## 概要
「JUN CLASSIC COUNTRY CLU」は、栃木県の北東部、かつて日本の地方行政区分だった令制国の一つであった下野国、景行天皇の時代は那須国造の支配する那須国であった、那須官衙遺跡など歴史に触れることが出来るロケーションの所である。
JUN CLASSIC COUNTRY CLUBは、アパレルメーカーの佐々木忠のコース設計とジーン・サラゼン（Gene Sarazen）監修のもと、 1975年（昭和50年）9月3日、開場された18ホールのリゾートコースである。
佐々木は、1958年（昭和33年）に設立されたジュンブランドの創業者である。ジーン・サラゼンは、メジャー7勝を含む通算39勝の伝説のプロゴルファーで、4つのメジャー全てに勝った初めてのキャリア・グランドスラム（Career Grand Slam）達成者である。また、ジーン・サラゼンはサンドウェッジの考案者である。栃木県塩谷郡塩谷町にある姉妹コースの「ROPE CLUB（ロペクラブ）」（1990年（平成2年）開場）も佐々木の設計とジーン・サラゼンの監修によって造られた。
JUN CLASSIC COUNTRY CLUBは、日本ゴルフツアー機構が主催する男子ゴルフトーナメント大会の一つである「ジュンクラシック」を、1978年（昭和53年）第1回大会から1989年（平成元年)第12回大会までの12回開催し、「ジーン・サラゼン ジュンクラシック」を1995年（平成7年)第18回から1999年（平成11年)第22回大会まで3回開催された実績がある。

## 所在地
〒324-0515 栃木県那須郡那珂川町片平914番地

## コース情報
- 開場日 - 1975年9月3日
- 設計者 - 宮崎 勤、佐々木 忠、ジーン・サラゼン（監修）
- 面積 - 1,757,470m2（約53.1万坪）
- コースタイプ - 丘陵コース
- コース - 18ホールズ、パー73、椿ルート6,800ヤード、 山吹ルート6,789、コースレート、椿ルート72.7、山吹ルート72.7
- フェアウェー - コウライ
- ラフ - ノシバ
- グリーン - 2グリーン、ベント（ペンクロス）
- ハザード - バンカー116、池が絡むホール4
- ラウンドスタイル - キャディ・セルフ選択、1組4人が原則だが状況によりツーサム可、リモコン式乗用カートでラウンド
- 練習場 - 35打席250ヤード
- 休場日 - 毎週火曜日、祝日又は振替休日の場合は翌々日[3]

## ギャラリー
- コース - [4]
- ハウス - [5]

## 交通アクセス
- 鉄道 - 宇都宮線 - 氏家駅より タクシー利用 約15分[6]
- 道路 - 東北自動車道 - 矢板ICより 21Km 約25分[6]

## 競技開催実績
- 1978年（昭和53年） - 第1回 ジュンクラシック 1978[7]
- 1979年（昭和54年） - 第2回 ジュンクラシック 1979[7]
- 1980年（昭和55年） - 第3回 ジュンクラシック 1980[7]
- 1981年（昭和56年） - 第4回 ジュンクラシック 1981[7]
- 1982年（昭和57年） - 第5回 ジュンクラシック 1982[7]
- 1983年（昭和58年） - 第6回 ジュンクラシック 1983[7]
- 1984年（昭和59年） - 第7回 ジュンクラシック 1984[7]
- 1985年（昭和60年)　- 第8回 ジュンクラシック 1985[8]
- 1986年（昭和61年)　- 第9回 ジュンクラシック 1986[9]
- 1987年（昭和62年)　- 第10回 ジュンクラシック 1987[10]
- 1988年（昭和63年)　- 第11回 ジュンクラシック 1988[11]
- 1989年（平成元年)　- 第12回 ジュンクラシック 1989[12]
- 1995年（平成7年)　- 第18回 ジーン・サラゼン ジュンクラシック 1995[13]
- 1996年（平成8年)　- 第19回 ジーン・サラゼン ジュンクラシック 1996[14]
- 1999年（平成11年)　- 第22回 ジーン・サラゼン ジュンクラシック 1999[15]

## 関連文献
- 『ジュンクラシックカントリー倶楽部 & ロペ倶楽部公式ガイドブック』、「東京 実業之日本社、1998年5月
- 『ゴルフ場ガイド 東版』、2006-2007、「JUN CLASSIC COUNTRY CLUB」、東京 ゴルフダイジェスト社、2006年5月